# 誘拐の掟
『誘拐の掟』（ゆうかいのおきて、A Walk Among the Tombstones）は、2014年のアメリカ合衆国のクライムスリラー映画。監督・脚本はスコット・フランク、出演はリーアム・ニーソン、ダン・スティーヴンス、デヴィッド・ハーバー、ボイド・ホルブルックなど。原作はローレンス・ブロックの探偵マット・スカダー・シリーズの1編『獣たちの墓』で、過去を悔いながら生きる元警官で無免許の私立探偵が連続誘拐殺人事件の犯人2人組を巧みな交渉術で追い詰めるさまを描いたサスペンス映画。

## ストーリー
1991年のニューヨーク。非番の刑事マット・スカダー（リーアム・ニーソン）が立ち寄ったバーに、男たちが入店する。男たちはバーテンダーを射殺し、バーを出て行く。すぐさま後を追ったマットは、銃撃戦の末、2人を射殺、1人の足を撃ち抜いた。
1999年。無免許の探偵となったマットは、断酒会（アルコール依存症の集会）で知り合った麻薬中毒のピーター・クリスト（ボイド・ホルブルック）に弟のケニー（ダン・スティーヴンス）を助けてほしいと頼まれる。ケニーの元へ向かうと、彼は妻キャリーを誘拐され、身代金を支払ったにもかかわらず殺害されたのだという。マットは誘拐犯を見つけ出してほしいと依頼されるが、ケニーが麻薬仲介人であると気付いたこともあって一旦は断る。しかし翌日、ケニーから事件の詳細を聞かされ、依頼を引き受けることにする。
マットが街中で聞き込みをしたところ、2人組の男が女性をバンに乗せ走り去る様子が複数目撃されていることを知る。図書館で類似の誘拐殺人事件を調べていたマットは路上少年のTJ（ブライアン・アストロ・ブラッドリー）と知り合う。2人はマリーとレイラ（ラウラ・ビルン）という女性2人の誘拐殺人事件にたどり着き、レイラの遺体の一部が墓地で発見されていたことを突き止める。住む場所を持たないTJはマットの助手になろうとつきまとうようになる。
墓地の管理人のジョナス（オラフル・ダッリ・オラフソン）に話を聞いたマットは続いて、レイラの婚約者だったルーベン（マーク・コンスエロス）のアパートを訪ねる。ルーベンもケニーと同様に麻薬取引の関係者だと見抜くが、向かいのアパートからジョナスが出てくるところを目撃したため中座して部屋を立ち去る。向かいのアパート屋上の小屋でルーベンとレイラの性交を収めた写真やジョナスの日記を見つけたマットは、帰宅したジョナスを問い質し、麻薬取締局の人間だと話す2人組の男と組んでレイラを誘拐したことを告白させる。ジョナスは片方の男の名前がレイであることを告げると、屋上から飛び降り命を絶った。
街中で見かけた不審なバンをマットが調べてみると、麻薬取締局の捜査官と遭遇する。マットは彼らとの会話でピーターに秘密があると分かったため、ピーターの家で彼を待ち伏せる。帰宅したピーターがケニーの家から持ち出した金で麻薬を買ったところを女性捜査官に捕まり、ケニーの情報を売ったことを告白すると、マットはその女性捜査官マリーが殺されていること、彼女が持っていたケニーの資料を辿ってキャリーが次の標的となったことを告げる。マットは仕事を下り金を返すことをケニーに伝えるよう言い放つと、ピーターの家から立ち去った。
一方、雨の降る中で暴行を受けたTJは病院に入院していた。伝言を受けて会いに来たマットは彼が血液の疾患を持っていることを知る。TJから母親はどうしたのかを聞き出すと、今度は自分が警官を辞めた本当の理由を語りだす。バーを出て行った男たちと銃撃戦を行った際、マットの放った銃弾の1発が居合わせた少女の命を奪ってしまっていたのだ。マットは表彰されたが、自らの意思で警官を辞めていた。
金を返しにケニーの家を訪れたマットは、待ち伏せていたピーターに新たな誘拐事件が起きたことを知らされる。ピーターに連れられマットが会った麻薬仲介人のユーリ（セバスチャン・ロッシェ）は、1人娘のルシア（ダニエル・ローズ・ラッセル）を誘拐されていた。それまでの事件の手口から、犯人たちには最初から人質を生かして返すつもりなどなく、要求を鵜呑みにしても意味がないと察していたマットは、身代金要求に対してあえて強気で応じ、身代金は生きているルシアと直接交換することを了承させる。マット、ケニー、ピーター、ユーリ、TJの5人は、銃と身代金を手に、夜の墓地へと向かう。誘拐犯のレイ（デヴィッド・ハーバー）とアルバート（アダム・デヴィッド・トンプソン）は身代金を受け取り、生きたまま解放されたルシアはユーリと共にその場を去る。しかし、アルバートが身代金の一部が偽札であることに気付くと、マットたちと誘拐犯の間で銃撃戦が始まる。結果、ピーターが命を落とし、負傷したレイはアルバートと共にバンで走り去った。
マットとケニーが車に戻ると、待機するように言いつけていたTJがいない。TJは誘拐犯のバンに忍び込んでおり、隠れ家の所在地を携帯電話でマットたちに知らせる。隠れ家の中でレイは応急処置を求めるもののアルバートが応じる様子はなく、逆に足手まといとなったレイを地下室で絞殺する。ケニーと共に隠れ家にたどり着いたマットは、ダイニングで食事をしていたアルバートを手錠でパイプに繋ぐと、アルバートを警察に突き出すか、それとも復讐を果たすかの判断をケニーに委ねる。TJをタクシーに乗せ自宅へと向かわせたマットが隠れ家に戻ると、ケニーは手錠を外したアルバートによって殺されていた。マットは地下室で不意打ちを受けるが、しばし格闘した末にアルバートを射殺する。
夜が明けた頃、マットが帰宅するとTJはソファーで眠っていた。椅子に腰掛け、テーブルの上に置かれた紙片を見るとスーパーヒーローに扮したTJのイラストが描かれている。マットは静かに何かを思った後、自らも眠りについた。

## 登場人物
マット・スカダー
演 - リーアム・ニーソン、日本語吹替 - 石塚運昇
無免許の私立探偵。元警察官。アルコール依存症の集会に通っている。
ピーター・クリスト
演 - ボイド・ホルブルック、日本語吹替 - 大林洋平
アルコール依存症の集会に通う男。ピーターの弟の妻が誘拐された事件の犯人捜索をマットに持ちかける。元軍人で「砂漠の嵐作戦」に参加した過去を持つ。
ケニー・クリスト
演 - ダン・スティーヴンス、日本語吹替 - 増元拓也
犯人捜索の依頼者。妻を誘拐され殺される。ピーターの弟。麻薬仲介人。
キャリー・クリスト
演 - ラザーヌ・ジャマル
ケニーの妻。誘拐事件の犠牲者。死体はバラバラに切断された状態で車のトランクに入れられていた。
TJ
演 - ブライアン・“アストロ”・ブラッドリー、日本語吹替 - 下川涼
ホームレスの少年。図書館でマットと知り合う。
マリー・ゴッテスキンド
演 - マリエレ・ヘラー
図書館で類似する事件を調べる中で浮上した女性。切断され空き地で発見される。
レイラ・アルヴァレス
演 - ラウラ・ビルン
図書館での調査中に浮上したもう一人の女性。切断されグリーンウッド墓地とその周辺で発見される。
ジョナス・ローガン
演 - オラフル・ダッリ・オラフソン
グリーンウッド墓地の管理人。
ルーベン・クインターナ
演 - マーク・コンスエロス
レイラの婚約者だった男。
レイ
演 - デヴィッド・ハーバー、日本語吹替 - 田村真
二人組誘拐犯の片割れ。
アルバート
演 - アダム・デヴィッド・トンプソン
もう一方の誘拐犯。
リュドミラ・ランドー
演 - ダニエル・ローズ・ラッセル、日本語吹替 - 平井祥恵
愛称はルシア。14歳の少女。キャリー事件の次に誘拐される。ルシアの父が麻薬仲介人だったためターゲットになる。
ユーリ・ランドー
演 - セバスチャン・ロッシェ
一人娘ルシアを誘拐される。ケニーに聞いた話と全く同様の手口だったため、マットを頼り娘の救出を依頼する。
ホーウィー
演 - エリック・ネルセン
マットのアパートの管理人。
サラ
演 - ホイットニー・エイブル
アルコール依存症の集いで“アルコールから立ち直る12のステップ”を暗唱する女性。

## 評価
Metacriticでは、36件のレビューで平均値は100点満点で57点だった。Rotten Tomatoesでは、165件のレビューで支持率は68%、平均値は10点満点で6.2点、批評家の一致した見解は「『誘拐の掟』は、そのジャンルの型通りの表現を完全に超えているわけではないが、リーアム・ニーソンにとって最近の記憶の中でも一段と魅力的な役柄の1つであり、それで十分なことが多い。」だった。
IGNのマックス・ニコルソンは、監督のスコット・フランクが「人の心をかき乱すローレンス・ブロックのミステリー小説にふさわしい空気感を作り出している」点を評価し、「雨に濡れた陰気なニューヨークの街は、主人公のマット・スカダーにとって完璧な舞台である」と述べた。